# Lista över fornlämningar i Gotlands kommun (Halla)
Lista över fornlämningar i Gotlands kommun (Halla) är en förteckning av ett urval av de fornlämningar som finns i Halla i Gotlands kommun.
| Namn         | Lämningstyp                      | Tillkomsttid | Historisk indelning | Plats | Läge                 | ID-nr          | Bild                                 |
| ------------ | -------------------------------- | ------------ | ------------------- | ----- | -------------------- | -------------- | ------------------------------------ |
| Halla 1:1    | Stensättning                     |              | Halla, Gotland      |       | 57.496109, 18.474065 | 10093000010001 | Ladda upp en bild av detta fornminne |
| Halla 1:2    | Stensättning                     |              | Halla, Gotland      |       | 57.495750, 18.473659 | 10093000010002 | Ladda upp en bild av detta fornminne |
| Halla 5:1    | Runristning                      |              | Halla, Gotland      |       | 57.510791, 18.497470 | 10093000050001 | Ladda upp en bild av detta fornminne |
| Halla 8:2    | Husgrund, förhistorisk/medeltida |              | Halla, Gotland      |       | 57.531061, 18.515361 | 10093000080002 | Ladda upp en bild av detta fornminne |
| Halla 8:3    | Husgrund, förhistorisk/medeltida |              | Halla, Gotland      |       | 57.530632, 18.515364 | 10093000080003 | Ladda upp en bild av detta fornminne |
| Halla 11:1   | Stensättning                     |              | Halla, Gotland      |       | 57.528987, 18.514174 | 10093000110001 | Ladda upp en bild av detta fornminne |
| Halla 11:2   | Grav markerad av sten/block      |              | Halla, Gotland      |       | 57.528987, 18.514174 | 10093000110002 | Ladda upp en bild av detta fornminne |
| Halla 11:4   | Stensättning                     |              | Halla, Gotland      |       | 57.529075, 18.514542 | 10093000110004 | Ladda upp en bild av detta fornminne |
| Halla 14:1   | Gravfält                         |              | Halla, Gotland      |       | 57.525166, 18.536346 | 10093000140001 | Ladda upp en bild av detta fornminne |
| Halla 15:1   | Gravfält                         |              | Halla, Gotland      |       | 57.530265, 18.526278 | 10093000150001 | Ladda upp en bild av detta fornminne |
| Halla 20:1   | Hällristning                     |              | Halla, Gotland      |       | 57.509205, 18.496377 | 11100000000832 | Ladda upp en bild av detta fornminne |
| Halla 21:1   | Stensättning                     |              | Halla, Gotland      |       | 57.514337, 18.498888 | 10093000210001 | Ladda upp en bild av detta fornminne |
| Halla 21:2   | Stensättning                     |              | Halla, Gotland      |       | 57.514209, 18.499180 | 10093000210002 | Ladda upp en bild av detta fornminne |
| Halla 21:3   | Grav markerad av sten/block      |              | Halla, Gotland      |       | 57.514316, 18.498627 | 10093000210003 | Ladda upp en bild av detta fornminne |
| Halla 22:1   | Gravfält                         |              | Halla, Gotland      |       | 57.514923, 18.499778 | 10093000220001 | Ladda upp en bild av detta fornminne |
| Halla 23:1   | Gravfält                         |              | Halla, Gotland      |       | 57.515790, 18.499987 | 10093000230001 | Ladda upp en bild av detta fornminne |
| Halla 25:1   | Husgrund, förhistorisk/medeltida |              | Halla, Gotland      |       | 57.510657, 18.541278 | 10093000250001 | Ladda upp en bild av detta fornminne |
| Halla 26:1   | Husgrund, förhistorisk/medeltida |              | Halla, Gotland      |       | 57.512841, 18.542824 | 10093000260001 | Ladda upp en bild av detta fornminne |
| Halla 26:2   | Husgrund, förhistorisk/medeltida |              | Halla, Gotland      |       | 57.512241, 18.542389 | 10093000260002 | Ladda upp en bild av detta fornminne |
| Halla 26:3   | Husgrund, förhistorisk/medeltida |              | Halla, Gotland      |       | 57.511903, 18.541431 | 10093000260003 | Ladda upp en bild av detta fornminne |
| Halla 26:4   | Husgrund, förhistorisk/medeltida |              | Halla, Gotland      |       | 57.511897, 18.540949 | 10093000260004 | Ladda upp en bild av detta fornminne |
| Halla 37:1   | Stensättning                     |              | Halla, Gotland      |       | 57.513831, 18.499127 | 10093000370001 | Ladda upp en bild av detta fornminne |
| Halla 37:2   | Stensättning                     |              | Halla, Gotland      |       | 57.514076, 18.498403 | 10093000370002 | Ladda upp en bild av detta fornminne |
| Halla 41:1   | Grav markerad av sten/block      |              | Halla, Gotland      |       | 57.510299, 18.503464 | 10093000410001 | Ladda upp en bild av detta fornminne |
| Halla 41:2   | Grav markerad av sten/block      |              | Halla, Gotland      |       | 57.510416, 18.502915 | 10093000410002 | Ladda upp en bild av detta fornminne |
| Halla 43:1   | Röse                             |              | Halla, Gotland      |       | 57.513097, 18.541995 | 10093000430001 | Ladda upp en bild av detta fornminne |
| Halla 44:1   | Hällristning                     |              | Halla, Gotland      |       | 57.515917, 18.517081 | 11100000000833 | Ladda upp en bild av detta fornminne |
| Halla 44:2   | Hällristning                     |              | Halla, Gotland      |       | 57.515917, 18.517081 | 11100000000834 | Ladda upp en bild av detta fornminne |
| Halla 44:3   | Hällristning                     |              | Halla, Gotland      |       | 57.515917, 18.517081 | 11100000000835 | Ladda upp en bild av detta fornminne |
| Halla 45:1   | Gravfält                         |              | Halla, Gotland      |       | 57.505021, 18.538872 | 10093000450001 | Ladda upp en bild av detta fornminne |
| Halla 46:1   | Gravfält                         |              | Halla, Gotland      |       | 57.497056, 18.478175 | 10093000460001 | Ladda upp en bild av detta fornminne |
| Halla 48:1   | Gravfält                         |              | Halla, Gotland      |       | 57.494727, 18.474380 | 10093000480001 | Ladda upp en bild av detta fornminne |
| Halla 49:1   | Stensättning                     |              | Halla, Gotland      |       | 57.492666, 18.491456 | 10093000490001 | Ladda upp en bild av detta fornminne |
| Halla 51:1   | Stensättning                     |              | Halla, Gotland      |       | 57.498536, 18.478299 | 10093000510001 | Ladda upp en bild av detta fornminne |
| Halla 51:2   | Stensättning                     |              | Halla, Gotland      |       | 57.498719, 18.478064 | 10093000510002 | Ladda upp en bild av detta fornminne |
| Halla 62:1   | Fornborg                         |              | Halla, Gotland      |       | 57.507575, 18.497205 | 10093000620001 | Ladda upp en bild av detta fornminne |
| Halla 64:1   | Stensättning                     |              | Halla, Gotland      |       | 57.515597, 18.502052 | 10093000640001 | Ladda upp en bild av detta fornminne |
| Halla 66:1   | Gravklot                         |              | Halla, Gotland      |       | 57.514888, 18.505633 | 10093000660001 | Ladda upp en bild av detta fornminne |
| Halla 66:9   | Hällristning                     |              | Halla, Gotland      |       | 57.514888, 18.505633 | 11100000000836 | Ladda upp en bild av detta fornminne |
| Halla 67:1   | Stensättning                     |              | Halla, Gotland      |       | 57.526153, 18.533078 | 10093000670001 | Ladda upp en bild av detta fornminne |
| Halla 67:2   | Stensättning                     |              | Halla, Gotland      |       | 57.526441, 18.533245 | 10093000670002 | Ladda upp en bild av detta fornminne |
| Halla 67:3   | Stensättning                     |              | Halla, Gotland      |       | 57.526401, 18.532831 | 10093000670003 | Ladda upp en bild av detta fornminne |
| Halla 67:4   | Stensättning                     |              | Halla, Gotland      |       | 57.526150, 18.534138 | 10093000670004 | Ladda upp en bild av detta fornminne |
| Halla 68:1   | Husgrund, förhistorisk/medeltida |              | Halla, Gotland      |       | 57.525359, 18.533178 | 10093000680001 | Ladda upp en bild av detta fornminne |
| Halla 68:2   | Husgrund, förhistorisk/medeltida |              | Halla, Gotland      |       | 57.525202, 18.532261 | 10093000680002 | Ladda upp en bild av detta fornminne |
| Halla 68:3   | Husgrund, förhistorisk/medeltida |              | Halla, Gotland      |       | 57.524964, 18.531563 | 10093000680003 | Ladda upp en bild av detta fornminne |
| Halla 68:4   | Husgrund, förhistorisk/medeltida |              | Halla, Gotland      |       | 57.525403, 18.533687 | 10093000680004 | Ladda upp en bild av detta fornminne |
| Halla 69:1   | Stensättning                     |              | Halla, Gotland      |       | 57.524595, 18.529793 | 10093000690001 | Ladda upp en bild av detta fornminne |
| Halla 72:1   | Stensättning                     |              | Halla, Gotland      |       | 57.505483, 18.537934 | 10093000720001 | Ladda upp en bild av detta fornminne |
| Halla 73:1   | Stensättning                     |              | Halla, Gotland      |       | 57.503959, 18.535877 | 10093000730001 | Ladda upp en bild av detta fornminne |
| Halla 73:2   | Stensättning                     |              | Halla, Gotland      |       | 57.504219, 18.535079 | 10093000730002 | Ladda upp en bild av detta fornminne |
| Halla 73:3   | Stensättning                     |              | Halla, Gotland      |       | 57.503933, 18.535677 | 10093000730003 | Ladda upp en bild av detta fornminne |
| Halla 74:1   | Gravklot                         |              | Halla, Gotland      |       | 57.496677, 18.476285 | 10093000740001 | Ladda upp en bild av detta fornminne |
| Halla 78:1   | Stensättning                     |              | Halla, Gotland      |       | 57.493654, 18.471193 | 10093000780001 | Ladda upp en bild av detta fornminne |
| Halla 80:1   | Stensättning                     |              | Halla, Gotland      |       | 57.515625, 18.500745 | 10093000800001 | Ladda upp en bild av detta fornminne |
| Halla 81:1   | Röse                             |              | Halla, Gotland      |       | 57.511846, 18.541822 | 10093000810001 | Ladda upp en bild av detta fornminne |
| Halla 81:2   | Stensättning                     |              | Halla, Gotland      |       | 57.511710, 18.541672 | 10093000810002 | Ladda upp en bild av detta fornminne |
| Halla 81:3   | Stensättning                     |              | Halla, Gotland      |       | 57.511721, 18.541467 | 10093000810003 | Ladda upp en bild av detta fornminne |
| Ganthem 8:1  | Gravfält                         |              | Halla, Gotland      |       | 57.500792, 18.563042 | 10092200080001 | Ladda upp en bild av detta fornminne |
| Ganthem 15:1 | Gravfält                         |              | Halla, Gotland      |       | 57.489016, 18.556087 | 10092200150001 | Ladda upp en bild av detta fornminne |
| Sjonhem 31:1 | Stensättning                     |              | Halla, Gotland      |       | 57.493207, 18.500956 | 10096300310001 | Ladda upp en bild av detta fornminne |
| Ganthem 58:1 | Stensättning                     |              | Halla, Gotland      |       | 57.468532, 18.602437 | 10092200580001 | Ladda upp en bild av detta fornminne |
| Ganthem 58:2 | Stensättning                     |              | Halla, Gotland      |       | 57.468326, 18.601929 | 10092200580002 | Ladda upp en bild av detta fornminne |
| Ganthem 58:3 | Stensättning                     |              | Halla, Gotland      |       | 57.468227, 18.601907 | 10092200580003 | Ladda upp en bild av detta fornminne |
| Ganthem 59:1 | Stensättning                     |              | Halla, Gotland      |       | 57.469618, 18.600121 | 10092200590001 | Ladda upp en bild av detta fornminne |
| Ganthem 60:1 | Stensättning                     |              | Halla, Gotland      |       | 57.469555, 18.601978 | 10092200600001 | Ladda upp en bild av detta fornminne |
| Sjonhem 74:1 | Gravfält                         |              | Halla, Gotland      |       | 57.503077, 18.539319 | 10096300740001 | Ladda upp en bild av detta fornminne |